# Christian Wilhelm Braune
Christian Wilhelm Braune (Leipzig, 17 de julho de 1831 – 29 de abril de 1892) foi um anatomista alemão. Genro de Ernst Heinrich Weber e filho do médico Albert Braune. É conhecido por suas excelentes litografias de seções transversais do corpo humano, e seu trabalho pioneiro em biomecânica. Foi também pioneiro na utilização de cadáveres para investigações anatômicas.
Foi professor de anatomia topográfica da Universidade de Leipzig.
Realizou trabalho pioneiro em biomecânica, principalmente em trabalho conjunto com o matemático Otto Fischer. Em 1888 foi eleito membro da Academia Leopoldina.

## Obras
- Das Venensystem des menschlichen Körpers. Leipzig 1873.